# Ernest Lluís I de Saxònia-Meiningen
Ernest Lluís I de Saxònia-Meiningen, en alemany Ernst Ludwig I. von Sachsen-Meiningen, (castell de Friedenstein, Gotha, 7 d'octubre de 1672 - Meiningen, 24 de novembre de 1724) fou duc de Saxònia-Meiningen. Era el fill gran del duc Bernat I de Saxònia-Meiningen (1649-1706) i de Maria Hedwig de Hessen-Damstadt (1647-1680).
Ernest LLuís es va graduar a l'Acadèmia Militar de Wolfenbüttel. El 1689 va participar en la guerra contra França i també va tenir un paper important en la presa de la ciutadella de Landau, el 1695. Ja com a duc, la seva gestió política va ser més aviat poc eficaç, obsessionat per altres interessos de tipus religiós i cultural.
Després de la mort del seu pare el 1706, Ernest Lluís va heretar el ducat de Saxònia-Meiningen, conjuntament amb els seus germans, Frederic Guillem de Saxònia-Meiningen i Antoni Ulric de Saxònia-Meiningen. El seu pare, en el testament, havia estipulat que no es dividiria el ducat i que aquest seria regit de forma conjunta pels seus fills.
Com a germà gran, Ernest Lluís es va esforçar a restablir la seva supremacia al capdavant del ducat. Així, va signar un contracte amb els seus germans, per tal que amb determinats incentius com a contrapartida deixessin el govern del ducat a les seves mans. Malgrat aquesta introducció de la primogenitura, els seus germans van aconseguir governar de nou després de la seva mort, en qualitat de tutors dels seus fills.

## Matrimoni i fills
El 19 de setembre de 1704 es va casar a Gotha amb la seva cosina Dorotea de Saxònia-Gotha (1674-1713), filla del duc Frederic I de Saxònia-Gotha-Altenburg (1646-1691) i de Magdalena Sibil·la de Saxònia-Weissenfels (1648-1681). El matrimoni va tenir cinc fills:
- Josep Bernat (1706-1724).
- Frederic August (1707-1707).
- Ernest Lluís II (1709-1729).
- Lluïsa Dorotea (1710-1767, casat amb el duc Frederic III de Saxònia-Gotha-Altenburg (1699-1772).
- Carles Frederic de Saxònia-Meiningen (1712-1743.

Un cop enviudat, el 3 de juny de 1714 es va casar de nou al castell d'Ehrenburg, a Coburg, amb Elisabet Sofia de Brandenburg (1674-1748), amb qui no va tenir fills.